# Бенжамен Клеман
Бенжамен Клеман (фр. Benjamin Clément, нар. 10 грудня 1966, Париж) — французький футболіст, що грав на позиціях захисника і півзахисника.
Виступав, зокрема, за «Монако», у складі якого 1991 року був володарем Кубка Франції. 

## Ігрова кар'єра
У дорослому футболі дебютував 1987 року виступами за команду клубу «Ред Стар», в якій провів два сезони, взявши участь у 36 матчах чемпіонату. 
Своєю грою за цю команду привернув увагу представників тренерського штабу клубу «Монако», до складу якого приєднався 1989 року. Відіграв за команду з Монако наступні три сезони своєї ігрової кар'єри. 1991 року допоміг команді здобути Кубок Франції, а за рік дійшов з нею до фіналу Кубка володарів кубків, у якому, втім, «Монако» поступився німецькому «Вердеру».
Згодом з 1992 по 1999 рік грав у складі команд клубів «Сошо», «Лаваль» та «Санремезе».
Завершив професійну ігрову кар'єру у клубі «Ред Стар», у складі якого починав свої виступи. Прийшов до команди 1999 року, захищав її кольори до припинення виступів на професійному рівні у 2000.

## Титули і досягнення
- Володар Кубка Франції (1):

«Монако»:  1990-1991